# Matthew Grevers
Matthew "Matt" Grevers (ur. 26 marca 1985 w Lake Forest) – amerykański pływak, czterokrotny mistrz olimpijski i sześciokrotny mistrz świata.

## Kariera pływacka
Do największych sukcesów Greversa zalicza się wywalczenie czterech złotych medali podczas igrzysk olimpijskich. W 2008 roku zdobył w Pekinie dwa złote medale w sztafecie, na 4 × 100 m stylem dowolnym oraz 4 × 100 m stylem zmiennym. W stolicy Chin Amerykanin wygrał również srebrny medal na długości 200 m stylem grzbietowym. Cztery lata później, w Londynie, Amerykanin zdobył kolejne dwa złote medale, ponownie na dystansie 4 × 100 m stylem zmiennym oraz na 100 m stylem grzbietowym. Grevers był również w składzie drużyny, która wywalczyła srebrny medal w konkurencji 4 × 100 m stylem dowolnym.
W 2006 roku, Grevers wygrał również srebrny i brązowy medal na mistrzostwach świata na krótkim basenie w Szanghaju, na 4 x 100 m stylem dowolnym i 4 x 100 m stylem zmiennym.
Na mistrzostwach świata Gravers ma w swoim dorobku dwa złote medale, oba z 2009 roku z Rzymu na długości 4 x 100 m stylem dowolnym oraz 4 x 100 m stylem zmiennym.
Kilka miesięcy po igrzyskach olimpijskich, w grudniu 2012 roku zdobył cztery medale podczas mistrzostw świata w pływaniu na krótkim basenie w Stambule. Dwa z nich wywalczył w sztafecie 4 x 100 m stylem dowolnym i stylem  zmiennym. W konkurencji 100 m stylem grzbietowym zajął pierwsze miejsce, natomiast na dystansie 50 m stylem grzbietowym został wicemistrzem świata.
Na mistrzostwach świata w Barcelonie zdobył złoty medal na dystansie 100 m stylem grzbietowym. W konkurencji 50 m w tym samym stylu był drugi. Zakwalifikował się do półfinału 50 m stylem motylkowym i zajął 12. miejsce. Płynął także w finale sztafety 4 x 100 m stylem zmiennym razem z Kevinem Cordesem, Ryanem Lochte i Nathanem Adrianem. Ostatecznie sztafeta została zdyskwalifikowana, ponieważ Cordes wyskoczył z bloku startowego zanim Gravers, płynący na pierwszej zmianie, dotknął ściany basenu.
Nie zakwalifikował się na igrzyska olimpijskie w Rio de Janeiro osiągając podczas zawodów kwalifikacyjnych trzeci czas w konkurencji 100 m stylem grzbietowym.

### Rekordy świata
| Konkurencja              | Basen      | Rezultat | Data            | Miejsce      | Status                                 |
| ------------------------ | ---------- | -------- | --------------- | ------------ | -------------------------------------- |
| 100 m stylem grzbietowym | 25-metrowy | 48,92 s  | 12 grudnia 2015 | Indianapolis | do 22 grudnia 2017 Klimient Kolesnikow |